# 相生市立青葉台小学校
相生市立青葉台小学校（あいおいしりつ あおばだいしょうがっこう）は、兵庫県相生市青葉台にある公立小学校。2024年（令和6年）4月16日現在の児童数は210名となっている。

## 沿革
- 1973年（昭和48年）
  - 4月1日 - 相生市立青葉台小学校創立、開校。
  - 6月1日 - 校舎第1期工事完成。
  - 6月2日 - 那波小学校より学校移転（1～4年生）。
- 1974年（昭和49年）
  - 1月9日 - 校舎2期工事が完成し、完成式挙行。
  - 1月10日 - 那波小学校より学校移転（5～6年生）。
- 2010年（平成22年）2月 - 体育館耐震補強工事完成。
- 2012年（平成24年）8月 - 校門補習工事・北校舎屋上防水工事。
- 2013年（平成25年）
  - 6月 - この月から9月まで、校舎耐震工事・非常階段改修工事等実施。
  - 10月22日 - 40周年記念航空写真撮影。
- 2023年（令和5年）9月6日 - 50周年記念航空写真撮影。

## アクセス
- ウエスト神姫「60」・「61」・「62」・「63」・「65」・「66」の各系統で、「青葉小学校前」バス停下車。
  - JR山陽新幹線・山陽本線・赤穂線相生駅から、上述の路線バス利用。

## 通学区域が隣接している学校
- 相生市立相生小学校 （海を挟んで隣接。）
- 相生市立中央小学校 （海を挟んで隣接。）
- 相生市立那波小学校
- 相生市立若狭野小学校
- 赤穂市立高雄小学校
- 赤穂市立坂越小学校